# Riu Qiantang
El riu Qiantang (en xinès simplificat: 钱塘, pinyin: Qiántáng) és un riu de la Xina de l'Est, que transcorre íntegrament a la província de Zhejiang. Travessa la capital provincial de Hangzhou per acabar desembocant a la badia de Hangzhou. Al riu Qianting s'hi produeixen un dels mascarets més importants i coneguts del món, amb onades que poden arribar als 9 metres.

## Galeria

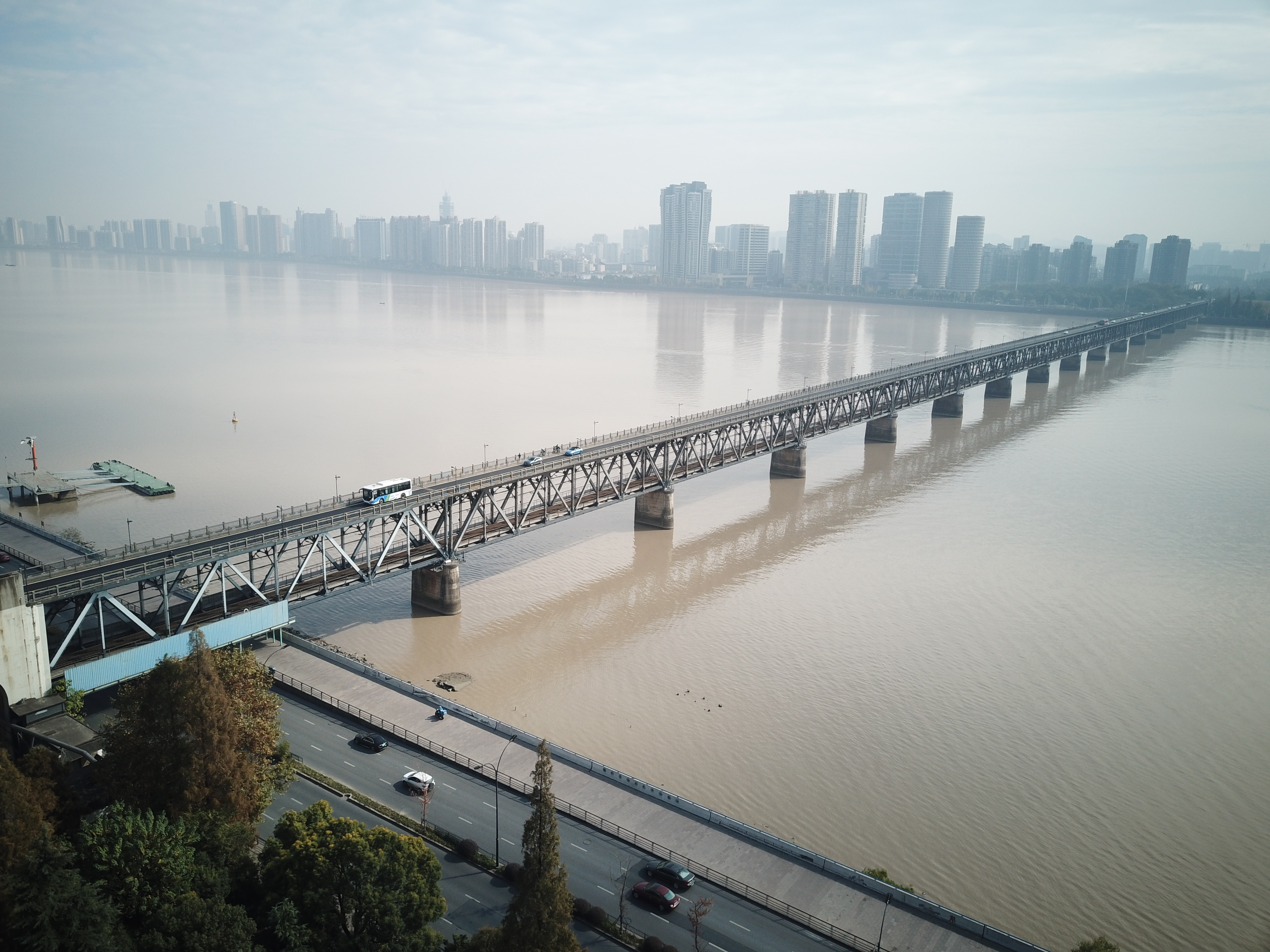
Pont sobre el riu Qiantang
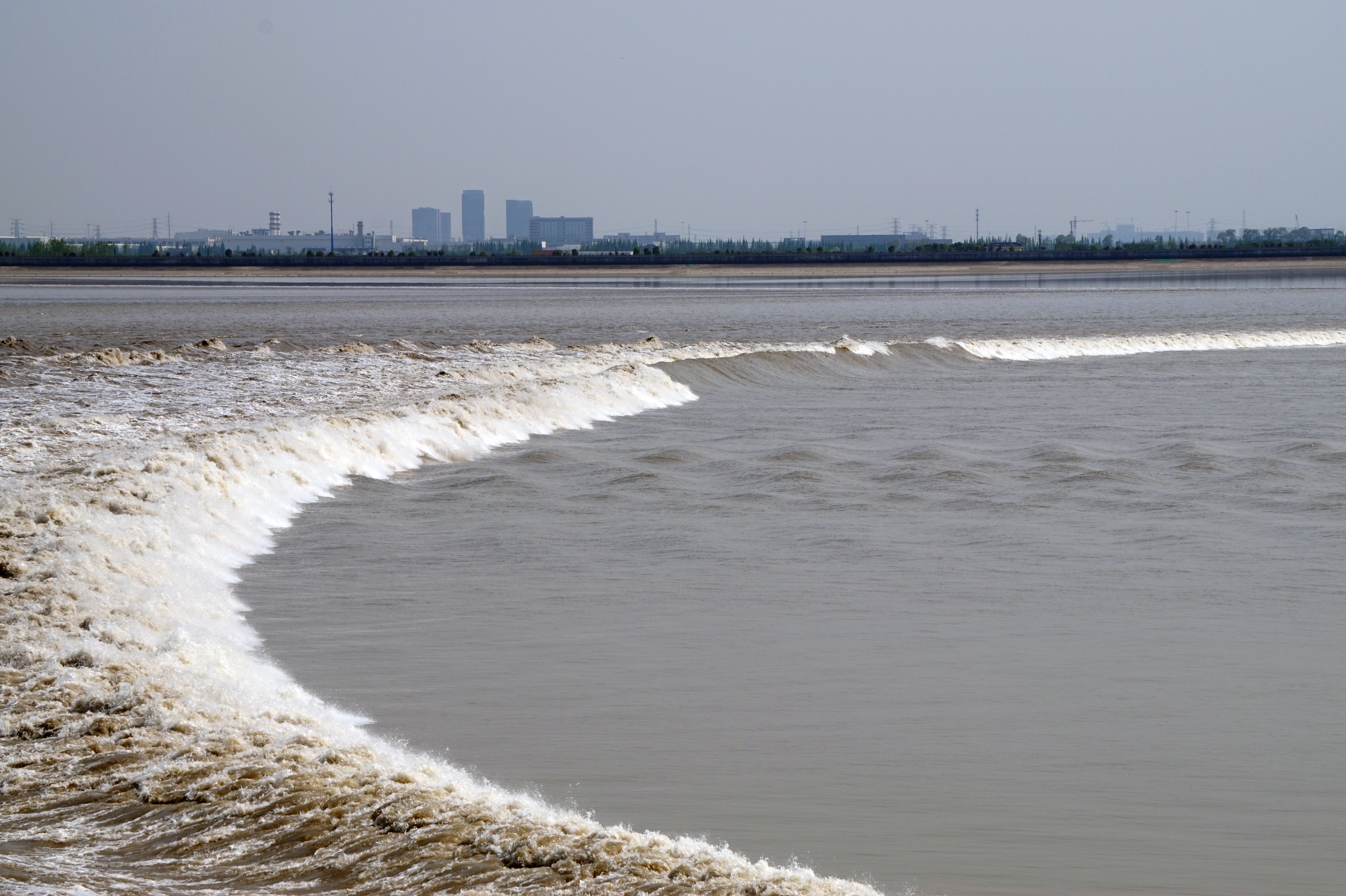
Mascaret del riu Qiantang